# 도덕적 해이
도덕적 해이(영어: moral hazard 모럴 해저드[*])는 상대방의 행동을 관측할 수 없을 때 바람직하지 않은 행위를 하는 것을 말한다. 원래 보험시장에서 사용하던 용어로, ‘리스크 관리 (risk management)’ 분야에서도 사용하게 되었다. 정부가 뒤를 받쳐줄 것이라는 믿음 하에서, 아니면 절대 망하지 않을 것이라는 믿음 하에 정당한 리스크를 감수하지 않는 것을 뜻한다.

## 대표적 의미
미국에서 보험가입자들의 부도덕한 행위를 가리키는 말로 사용되기 시작했다. 윤리적으로나 법적으로 자신이 해야 할 최선의 의무를 다하지 않은 행위를 나타내는데, 법 또는 제도적 허점을 이용하거나 자기 책임을 소홀히 하는 행동을 포괄하는 용어로 확대됐다.

## 경제학적 의미
정상적인 시장을 해칠 수 있는 경제 주체들이 자신들이 빠져나갈 구멍만 찾고 사회적인 책임을 회피하는 도덕적, 윤리적, 경제적 태도 및 행동상의 위험 또는 위협적인 요인이다. 대표적인 예로 기업들이 대출을 과다하게 하여 기업을 키워 놓은 경우, 정부가 그 기업을 섣불리 망하도록 내버려 두지 못한다는 예가 있다.
정보경제학에서는 도덕적 해이가 '보이지 않는 행동'(hidden action)이 있을 때 발생할 수 있는 현상을 말한다.

## 같이 보기
- 역선택
- 노블리스 오블리주
- 황금만능주의